# بيرتوزوماب
بيرتوزوماب( Pertuzumab)، الذي يباع تحت الإسم التجاري بيرجيتا (Perjeta)، هو دواء يستخدم لعلاج سرطان الثدي.  يستخدم على وجه التحديد في الحالات الإيجابية لـ HER2 بالاشتراك مع تراستوزوماب وربما دوسيتاكسيل .  و يعطى عن طريق الحقن التدريجي في الوريد. 
تشمل الآثار الجانبية الشائعة ما يلي: الإسهال، و تساقط الشعر، و قلة العدلات ، و الغثيان، و التعب، و الطفح الجلدي، ومشاكل الأعصاب المحيطية .  الآثار الجانبية الأخرى قد تشمل أيضاً فشل القلب، تفاعلات التسريب، و الحساسية المفرطة.  أما استخدامه أثناء الحمل فقد يضر الجنين.  وهو جسم مضاد وحيد النسيلة يرتبط بـ HER2 على الخلايا ويمنع الإشارات التي تسبب نمو السرطان. 
ووفق عليه للاستخدام الطبي في الولايات المتحدة في عام 2012 وأوروبا في عام 2013.   في المملكة المتحدة يكلف هيئة الخدمات الصحية الوطنية حوالي 2400 جنيه إسترليني لكل 420 ملجم اعتبارًا من عام 2021.  ويكلف هذا القدر في الولايات المتحدة حوالي 5800 دولار أمريكي. 